# 里爾第一大學
里尔一大（法語：Université Lille 1 : Sciences et Technologies；又称里尔科技大学），是位於法國北部省阿斯克新城的一所大学，2018年与里尔二大、三大合并组成里尔大学。其有约20,000名全日制学生和14,000名继续教育学生（2004年），超过1,200名教职员工以及约140名法国国家科学研究中心学者任职于里尔一大不同学院的43个实验室。同时，里尔一大也是欧洲加莱大区博士学院的成员。里尔一大的数学专业是其特长，其数学院曾被上海交通大学世界大学学术排名评为世界200强。
里尔一大始建于1562年位于法国北部北部-加来海峡大区，是法国一所综合性公立大学，该学校開設的學科有科学、技术、法律、经管、药学等领域，學校与全世界 250 多所大学建立合作关系，每年学生交换名额达 800 多人。自2002年开始，里尔一大与哈尔滨工业大学、同济大学、武汉大学等中国一流高校签订交流协议，每年都会选派一定数量的优秀本科生赴法国攻读双学位。

## 校园
里尔一大（又名里尔科技大学），位于法国-里尔市的阿斯克新城的"cité scientifique"，占地面积约1.1平方千米。
同时，里尔中央理工学院和国立里尔高等化学学院也在里尔一大的校园内。

## 历史
经罗马教皇同意，西班牙国王菲利普二世于1562年1月19日建立杜埃大学，1854年改名里尔科学学院，1896年改名里尔大学，1976年改名里尔科学技术大学，2009年改名里尔第一大学。2014年末更换了其校徽。2018年与里尔二大、三大合并组成里尔大学。